# Macosquin
Macosquin är en ort i Storbritannien.   Den ligger i riksdelen Nordirland, i den västra delen av landet, 600 km nordväst om huvudstaden London. Macosquin ligger 76 meter över havet och antalet invånare är 600.
Terrängen runt Macosquin är platt österut, men västerut är den kuperad. Runt Macosquin är det ganska glesbefolkat, med 26 invånare per kvadratkilometer. Närmaste större samhälle är Coleraine, 4,9 km nordost om Macosquin. Trakten runt Macosquin består i huvudsak av gräsmarker.